# Susan Calman
Susan Grace Calman, née le 6 novembre 1974, est une comédienne, présentatrice de télévision, écrivaine et panéliste écossaise dans un certain nombre d'émission de BBC Radio 4, notamment The News Quiz et I'm Sorry I Haven't a Clue,. Elle a auparavant fait des études de droit et est avocate.

## Biographie
Elle écrit et joue dans deux saisons de la sitcom radio Sisters, deux saisons d'un show de stand-up Susan Calman is Convicted et une saison de stand-up Keep Calman Carry On, toujours sur BBC Radio 4. Elle est l'une des présentatrices de relève de Fred MacAulay dans son émission MacAulay and Co de la BBC Radio Scotland, qui a duré jusqu'en mars 2015.
Elle assure des rôles à la télévision pour CBBC telles que la présentation du programme de  Extreme School  et la voix off comique de la série Disaster Chefs. Elle est capitaine d'équipe dans l'émission humoristique Bad Language de la BBC Northern Ireland.
Elle a présenté le jeu télévisé pour enfants sur CBBC, Top Class, le quiz télévisé The Lie sur STV, et les émissions de BBC One The Boss et Armchair Detectives. En 2017, Calman participe à l'émission Strictly Come Dancing de la BBC, terminant à la 7e place. En 2020, elle présente à la BBC Two l'émission Great British Menu avant d' être remplacée par Andi Oliver en 2021.